# Бужанка складчаста
Бужанка складчаста (Hypanis plicata), або гіпаніс складчастий — вид двостулкових молюсків.
Вид занесено до Червоної книги України.

## Морфологічні ознаки
Черепашка овально-чотирикутна, товсто стінна, з мало виступаючими верхівками, розташованими ближче до переднього краю. Поверхня її вкрита вузькими, трикутними, гострими ребрами, кількістю 30–40. Міжреберні проміжки широкі. Замковий майданчик вузький, на правій стулці іноді наявний рудиментарний кардинальний зуб. Мантійний синус вузький, ящикоподібний, доходить майже до середини довжини черепашки. Забарвлення біле. Довжина черепашки — до 38 мм, висота — до 25 мм, ширина — до 16 мм.

## Поширення
Дністровський і Дніпро-Бузький лимани, водойми дунайської дельти, лагуни та озера Північно-західного Причорномор'я. Сучасні знахідки лише в Дністровському лимані. Чисельність виду незначна.

## Особливості біології
Бентосний вид, зустрічається на м'яких ґрунтах або у щільному мулі, де риє глибокі нори.

## Загрози та охорона
На чисельність виду впливають солоність та аерація, потрібно уникати заходів по розпрісненню або зарегулюванню водойми, не допускати замулення водойми.
Потрібні збереження біотопів і заборона комерційного збору молюсків.